# Cmentarz żydowski w Nowej Soli
Cmentarz żydowski w Nowej Soli – znajdował się przy ul. Wyspiańskiego, został doszczętnie zdewastowany po drugiej wojnie światowej. Miał powierzchnię 0,12 ha. Nie wiadomo dokładnie kiedy został założony.